# Gun Nordlund
Gun Nordlund (ur. 31 stycznia 1949) – fińska lekkoatletka, skoczkini wzwyż.
Brązowa medalistka europejskich igrzysk juniorów (1966).
14. zawodniczka mistrzostw Europy (1966).
Co najmniej pięć razy zdobywała złoty medal mistrzostw Finlandii (stadion – 1965, 1966 i 1971; hala – 1967 i 1972).